# Heilig Kruiskerk (Kielce)
De Heilig Kruiskerk (Pools: Kościół Świętego Krzyża) is een rooms-katholiek kerkgebouw in de Poolse stad Kielce.

## Geschiedenis
In 1903 werd de grond aangekocht voor de bouw van de Heilig Kruiskerk. De bouw begon in 1904 maar in verband met het overlijden van bisschop Tomasz Teofil Kuliński op 8 januari 1907 werd de bouw voor een periode van 3 jaar vertraagd. De bouw werd opnieuw onderbroken bij het uitbreken van de Eerste Wereldoorlog. In 1918 werd het kerkgebouw overgedragen aan de congregatie van de Salesianen van Don Bosco. In het begin van de jaren 1930 werden de torens en de tussengevel met de zandstenen beelden van de 12 apostelen voltooid. De crisis en het uitbreken van de Tweede Wereldoorlog deed de voltooiing opnieuw vertragen. Pas na de Tweede Wereldoorlog werden zowel de constructie als het interieur geheel voltooid.